# Lionel Perez (homme politique)
Pour les articles homonymes, voir Lionel Perez.
Lionel Jonathan Perez, né en 1970, est un avocat, entrepreneur et homme politique municipal canadien de Montréal.
Élu membre du Conseil municipal de Montréal du district de Darlington dans l'arrondissement Côte-des-Neiges–Notre-Dame-de-Grâce en 2009, il est élu le 21 novembre 2012 par acclamation par le conseil d'arrondissement pour remplacer le maire d'arrondissement Michael Applebaum, nouvellement choisi pour devenir maire de Montréal.
Initialement membre d'Union Montréal, Perez siège comme conseiller indépendant de décembre 2012 à août 2013, moment où il s'associe à l'Équipe Denis Coderre. Réélu sous cette étiquette en 2013 et 2017, il devient chef par intérim et chef de l'opposition officielle le 5 novembre 2017 à la suite de la défaite de Denis Coderre et de son parti. Peu après, le parti adopte le nom d'Ensemble Montréal.
Il a brigué un autre mandat au poste de maire d'arrondissement aux élections municipales de 2021 à Montréal sous la bannière d'Ensemble Montréal, mais a été battu par la candidate de Projet Montréal, Gracia Kasoki Katahwa.

## Biographie
Né à Montréal d'une famille juive séfarade, Perez est diplômé d'un baccalauréat en droit de l'Université de Montréal et d'un doctorat en droit de la Osgoode Hall Law School de l'Université de Toronto. Il possède également un baccalauréat en sciences politiques.

## Carrière en droit
Avant son entrée au conseil de ville, Perez pratique le droit et est cofondateur de CorporationCentre.ca, une entreprise canadienne de dépôt de documents juridiques. Sous sa direction, l'entreprise reçoit des éloges de nombreuses publications incluant des classements annuels dans les magazines Profit (en), Enterprise Magazine et L'Actualité.

## Controverse
Alors en période de distanciation sociale pour combattre la pandémie de Covid-19, le Service de police de la Ville de Montréal intervient au domicile de Perez le 31 mars 2020 pour répondre à des plaintes de rassemblement organisé pour célébrer les fiançailles de sa fille,.